# 국제 열대 목재 기구
국제열대목재기구(International Tropical Timber Organization, ITTO)는 열대림의 적절하고도 효과적인 보전, 개발을 실현하기 위해 생산국, 소비국의 협력을 촉진할 목적으로 설립된 국제기구이다. 열대목재는 개발도상국의 주요한 수출산품이지만, 한편으로는 매년 1,540만ha정도의 열대림이 소실되고 있고, 그것은 단지 목재자원의 고갈뿐 아니라 한발, 사막화 등 생태계의 변화를 초래하고 있다. 따라서 1985년에 발효된 국제열대목재협정(ITTA)에 따라 ITTO가 설립되었다. 가맹국수는 생산국 23국, 소비국 27국(EC포함) 도합 50개국이다. 본 사무국은 일본 요코하마시에 있다.

## 회원국
다음은 ITTO 회원국이다. 초록색 글씨는 생산국, 파란색 글씨는 소비국이다.
- 가나
- 가봉
- 가이아나
- 과테말라
- 그리스[1]
- 네덜란드[1]
- 노르웨이
- 뉴질랜드
- 대한민국
- 덴마크[1]
- 독일[1]
- 라이베리아
- 라트비아[1]
- 루마니아[1]
- 룩셈부르크[1]
- 리투아니아[1]
- 마다가스카르
- 말레이시아
- 말리
- 멕시코
- 모잠비크
- 몰타[1]
- 미국
- 미얀마
- 베냉
- 베네수엘라
- 베트남
- 벨기에[1]
- 불가리아[1]
- 브라질
- 수리남
- 스웨덴[1]
- 스위스
- 스페인[1]
- 슬로바키아[1]
- 슬로베니아[1]
- 아일랜드[1]
- 알바니아
- 에스토니아[1]
- 에콰도르
- 영국
- 오스트레일리아
- 오스트리아[1]
- 온두라스
- 유럽 연합
- 이탈리아[1]
- 인도
- 인도네시아
- 일본
- 중국
- 중앙아프리카 공화국
- 체코[1]
- 카메룬
- 캄보디아
- 코스타리카
- 코트디부아르
- 콜롬비아
- 콩고 공화국
- 콩고 민주 공화국
- 크로아티아[1]
- 키프로스[1]
- 태국
- 토고
- 트리니다드 토바고
- 파나마
- 파푸아뉴기니
- 페루
- 포르투갈[1]
- 폴란드[1]
- 프랑스[1]
- 피지
- 핀란드[1]
- 필리핀}
- 헝가리[1]